# Katsuyuki Miyazawa
Katsuyuki Miyazawa (宮沢 克行, Miyazawa Katsuyuki) est un footballeur japonais né le 15 septembre 1976. Il évolue au poste de milieu de terrain.

## Palmarès
- Champion de J-League 2 en 2003 avec l'Albirex Niigata